# Peter Stein (Germanist)

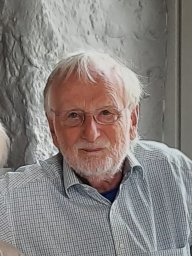
Peter Stein (2021)

Peter Stein (* 23. Mai 1941; † 7. März 2024 in Lüneburg) war ein deutscher Germanist.

## Leben
Nach dem Studium in Marburg und Hamburg war Stein 1966/67 Lektor des Deutschen Zentrums in Norrköping (Schweden), seine Promotion erfolgte 1971 in Hamburg. 1968 bis 1974 war er im Hamburger Schuldienst. Von 1974 bis 1986 Akademischer Rat im Lehramt Deutsch, von 1986 bis 2004 lehrte er als Akademischer Direktor (ab 1990) und (von 1999 bis 2004) als außerplanmäßiger Professor im Studiengebiet Sprache und Kommunikation des Magisterstudiengangs Angewandte Kulturwissenschaften (Hochschule/Universität Lüneburg). 1987 bis 1988 war Stein Dekan des Fachbereichs Erziehungswissenschaften, 1990 bis 1992 Prorektor der Hochschule Lüneburg. 1997 erfolgte die Habilitation an der Universität Hannover, Fakultät für Geistes- und Sozialwissenschaften mit der Venia für Neuere Deutsche Literaturgeschichte und Neuere Deutsche Pressegeschichte.
Peter Stein war Mitglied des Dringenberger Kreises, in dem sich in den 1980er und 1990er Jahren linke und linksliberale Germanisten organisierten, die an einer Reform der Hochschulgermanistik und einer Solidarisierung mit von den Berufsverboten Betroffenen interessiert waren.
1994 gehörte er zu den Mitbegründern des Forum Vormärz Forschung (FVF, Bielefeld).
Seine Forschungsgebiete waren Literatur des deutschen Vormärz (1815–1848); Politik und Literatur; Heinrich Mann; Schriftkultur und Pressegeschichte. Zu seinen akademischen Schülern gehört der Kultur- und Literaturwissenschaftler Matthias N. Lorenz.

## Schriften (Auswahl)
- Politisches Bewußtsein und künstlerischer Gestaltungswille in der politischen Lyrik 1780–1848 (= Geistes- und sozialwissenschaftliche Dissertationen. Band 12). Lüdke, Hamburg 1971, ISBN 3-920588-12-6 (zugleich Dissertation, Hamburg 1971).
- als Herausgeber: Theorie der politischen Dichtung. 19 Aufsätze (= Nymphenburger Texte zur Wissenschaft. Band 13). Nymphenburger Verlagshandlung, München 1973, ISBN 3-485-03213-1.
- Epochenproblem Vormärz (1815–1848) (= Sammlung Metzler. Band 132). Metzler, Stuttgart 1974, ISBN 3-476-10132-0.
- als Herausgeber: Wieviel Literatur brauchen Schüler? Kritische Bilanz und neue Perspektiven des Literaturunterrichts. Metzler, Stuttgart 1980, ISBN 3-476-30183-4.
- Die NS-Gaupresse 1925–1933. Forschungsbericht – Quellenkritik – Neue Bestandsaufnahme. München u. a.: Saur, 1987, (= Dortmunder Beiträge zur Zeitungsforschung, Bd. 42), ISBN 3-598-21299-2
- als Herausgeber mit Florian Vaßen: 1848 und der deutsche Vormärz. (= Forum Vormärz Forschung. Jahrbuch 3) Aisthesis, Bielefeld 1998, ISBN 3-89528-195-6.
- als Herausgeber mit Wolfgang Beutin: Willibald Alexis. Ein Autor zwischen Vor- und Nachmärz. (= Vormärz-Studien. Band 4) Aisthesis, Bielefeld 2000, ISBN 3-89528-275-8.
- als Herausgeber mit Wolfgang Bunzel und Florian Vaßen: Romantik und Vormärz. Zur Archäologie literarischer Kommunikation in der ersten Hälfte des 19. Jahrhunderts. Aisthesis, Bielefeld 2003, ISBN 3-89528-391-6.
- Heinrich Mann. Metzler, Stuttgart 2002, ISBN 3-476-10340-4.
- Schriftkultur. Eine Geschichte des Schreibens und Lesens. Wissenschaftliche Buchgesellschaft, Darmstadt 2006, ISBN 3-534-15404-5. 2., durchgesehene Aufl. 2010, ISBN 978-3-534-23635-0.
  - Schriftkultur. Eine Geschichte des Schreibens und Lesens. Primus-Verlag, Darmstadt 2006, ISBN 3-89678-564-8;  2., durchgesehene Aufl. 2010, ISBN 978-3-89678-695-1.
- als Herausgeber mit Hartmut Stein: Chronik der deutschen Literatur. Daten, Texte, Kontexte. Kröner, Stuttgart 2008, ISBN 978-3-520-84201-5.
- als Herausgeber: Heinrich Mann. Essays und Publizistik. Band I: Mai 1889 bis August 1904. (unter Mitarbeit von Manfred Hahn und Anne Flierl). Aisthesis, Bielefeld 2013, ISBN 978-3-89528-935-4.
- Die Enden vom Lied. Probleme ästhetischer Operativität in der Literatur des deutschen Vormärz. Königshausen & Neumann, Würzburg 2017, ISBN 978-3-8260-6082-3.
- Literatur und öffentliches Leben. Heinrich Manns Weg in die Moderne. Königshausen & Neumann, Würzburg 2020, ISBN 978-3-8260-6969-7.